# 让·阿布西尔
让·阿布西尔（法語：Jean Absil，1893年10月23日—1974年2月2日)，比利时作曲家。

## 生平
早年在布鲁塞尔皇家音乐学院学习，1922年获罗马大奖，到意大利和法国深造，结识了米约和伊贝尔。回国后长期在布鲁塞尔皇家音乐学院任教。其作品风格早期受瓦格纳影响较大，后来亦体现一定的现代性，但始终保持调性。他最出色的创作是钢琴作品。